# Ika South
Ika South es una localidad del estado de Delta, en Nigeria, con una población estimada en marzo de 2016 de 230 100 habitantes.
Se encuentra ubicada al sur del país, en la zona oeste del delta del Níger, cerca de la costa del golfo de Guinea.